# 1087
1087 је била проста година.

## Догађаји
- 9. септембар — Енглески краљ Вилијам I умире после пада са коња; наслеђује га син Вилијам II.
- Википедија:Непознат датум — Владавина арапске династије Абадида у Севиљи у данашњој Шпанији (од 1023. до 1091).

- Вилијам Освајач креће у поход против Филипа I Капета, краља Француске. Заузима Мантес. Након повреде и тешке болести енглески краљ Вилијам поставља свог најстаријег сина Роберта II за војводу од Нормандије, а другог сина Вилијама II за краља Енглеске.
- 9. септембар (или 7. септембар) — Смрт Вилијама I у Руану.
- Лето — Алексије I Комнин креће против Печењега до Адријанопоља, а затим до Силистрије.
- Као одговор на избор племства грофа Германа од Салма за антикраља 1081. године, Хајнрих IV Салијски крунисао је свог најстаријег сина Конрада за ко-цара и наследника (видети 1088).
- Пренос моштију Светог Николе из Мире у Ликији у Бари.
- Давид Игоревич постаје кнез Владимира-Волинска по трећи пут

## Рођења
- 13. новембар — Јован II Комнин, византијски цар. (†1143)

## Смрти
- Абу Бакр ибн Омар

- Берта Савојска
- Вилијам I од Бургундије

- Константин Афрички

- Лав Диоген

- Марија Доброњега

- Ото I од Оломоуца

- Шоломон Угарски

### Септембар
- 9. септембар — Вилијам I Освајач, енглески краљ (*1028)
- 16. септембар — Папа Виктор III